# Ruszpolyánai fatemplom
A ruszpolyánai fatemplom műemlékké nyilvánított épület Romániában, Máramaros megyében. A romániai műemlékek jegyzékében az MM-II-m-A-04812 sorszámon szerepel.